# 源子恭
源子恭（5世紀—538年），字灵顺，洛阳人。汉化鲜卑族，源子邕之弟。北魏末期的大将，魏孝武帝永熙年间（532—534年）曾任吏部尚书。

## 家世
- 曾祖：秃发傉檀，南凉武王秃发乌孤之弟，入北魏国为西平公。
- 祖父：源贺，先封西平王，改封陇西王。谥曰宣王（景王）。
- 父亲：源怀，北魏侍中，赠司徒公，谥曰惠。

## 历任官职
- 正光元年（520年），为行台左丞，巡行北边。
- 转为起部郎。
- 除冠军将军、中散大夫，又领治书侍御史。
- 行南秦州事。
- 兼给事黄门郎，慰劳。
- 正光五年（524年），六镇之乱，兼给事黄门郎，持节慰劳。还，拜河内太守，加后将军。
- 为持节、散骑常侍、假平北将军、征建兴都督，仍兼尚书行台，与正平都督长孙稚联合征讨建兴郡的范明远与刘牙奴叛乱，平定后，除平南将军、豫州刺史，寻加散骑常侍、抚军将军。
- 武泰初年（528年），郢州刺史元愿达投降梁朝萧衍，源子恭代替都督尉庆宾领军征讨，击退梁朝夏侯夔、夏侯亶援军，加镇南将军，又兼尚书行台。
- 武泰二年（529年），北海王元颢借助南梁的军力，杀回洛阳称帝，加子恭车骑将军。元颢军败，魏孝庄帝回到洛阳，进子恭征南将军、兼右仆射，假车骑将军。
- 破板桥蛮文石活、石忌粗，被召回洛阳拜右光禄大夫、给事黄门侍郎，仍本将军。录其前后征讨之功，封临颍县开国侯，食邑六百户，加散骑常侍，不久迁任侍中。
- 530年，尔朱荣被杀，孝庄帝令子恭为都督抵抗尔朱世隆、尔朱度律，不久兼尚书仆射，为大行台、大都督。迁卫将军、假车骑将军，率诸将于太行筑垒防御尔朱氏军队，后所部都督史仵龙、羊文义打开栅门投降尔朱兆，源子恭兵败退走缑氏，后被捉住送给尔朱兆军中，但被释放。
- 531年，魏前废帝元恭即位，除骠骑将军、左光禄大夫，侍中如故。授散骑侍郎、都督三州诸军事、本将军、假车骑大将军、行台仆射、荆州刺史。
- 永熙中（532—534年），入朝为吏部尚书，加骠骑大将军。
- 东魏孝静帝天平中（534—537年），除中书监。
- 天平三年（536年），拜魏尹，又为高欢军司。
- 元象元年（538年），去世。
- 兴和二年（540年），赠都督徐兖二州诸军事、骠骑大将军、尚书左仆射、司空公、兖州刺史，谥曰文献。

## 子女
- 长子：源彪，字文宗，魏永安中，以父功赐爵临颍县伯。北齐任泾州刺史、秘书监，隋莒州刺史。
  - 孙：源师民，字践言。卒于刑部侍郎。
    - 曾孙：源昆玉，比部郎中。
      - 玄孙：源翁归，比部郎中。
        - 四代孙：源脩業，少府少监。
          - 五代孙：源光裕，尚书左丞、刑户二侍郎。
            - 六代孙：源洧，给事中、江陵郡大都督府长史、本道采访防御使、摄御史中丞。

          - 五代孙：源光乘，同州刺史。
          - 五代孙：源光誉，户部侍郎、京兆尹。
            - 六代孙：源休，叛唐为朱泚宰相、谋主。泚死，休走凤翔，为其部曲所杀，三子并斩于东市，籍没其家。

          - 五代孙：源光时，濟陰太守。

    - 曾孙：源直心，尚书左丞、司刑太常伯。
      - 玄孙：源珍，比部郎中。
      - 玄孙：源乾曜，侍中、尚书左仆射、安阳郡公。
        - 四代孙：源复，兵部郎中、华州刺史。
        - 四代孙：源弼，工部郎中。
        - 四代孙：源洁，河南令。
        - 四代孙：源清，驸马，尚玄宗女真阳公主。
        - 四代孙：源晋宾，郑州别驾。
          - 五代孙：源俊，晋陵郡义兴县令
          - 五代孙：源泌，相州临河县令

    - 曾孙：源诚心，洛州司马。
      - 玄孙：源匡友，刺史。
      - 玄孙：源匡度，黄州刺史、临漳公。
        - 四代孙：源安都，太原少尹。

      - 玄孙：源祎，吏部员外郎。
      - 玄孙：源匡赞，国子祭酒。
        - 四代孙：源伯良
          - 五代孙：源敭，虔州刺史

        - 四代孙：源幼良
        - 四代孙：源少良，司勋员外郎。
- 次子：源文瑶，武定中，袭襄城县开国男。
- 三子：源文举，北齐骠骑大将军、豫州刺史。
  - 孙：源愔，唐益州大都督府司马。
    - 曾孙：源行庄，兵部员外郎、岐州司马。
      - 玄孙：源杲，随州刺史，卒开元十年，年八十。
        - 四代孙：源撝，杭州於潜县尉。
        - 四代孙：源揆

    - 曾孙：源行守，户部郎中。
- 第五子：源文盛，袭新城县开国子。